# Stopa (jednotka délky)
Stopa je historická jednotka pro měření délky, která byla používána v téměř všech kulturách. Vznik názvu je možno vysvětlit tím, že se jednalo o délku otisku lidské nohy (chodidla), tedy stopy. V jiných jazycích Fuß (německy), foot (anglicky), pes (latinsky), pied (francouzsky) atd.
Podle místa užívání a v důsledku mnoha reforem existuje nepřehledné množství definic její velikosti vůči (metrické) soustavě SI. Jako platná jednotka má dnes význam jen angloamerická (imperiální) stopa, která se všeobecně užívá i v letectví pro určení výšky letadla.
V podobném významu byla užívána poněkud delší jednotka loket, někdy obě současně.

## Historie
Stopa jako jednotka pro měření délky byla zřejmě poprvé použita v Sumerské říši, její (přibližná) délka byla definována sochou Gudei v Lagaši přibližně roku 2575 př. n. l. Tato stopa (26,45 cm) se dělila na 16 palců. Dále je ještě známá stopa nippurská (27,58 cm), která byla čtvrtinou loktu. Stopa je doložena též u Vikingů s hodnotou 29,5 cm, v Babylonii 30,83 cm a středověké Palestině 32,3 cm. V našich zemích je stopa poprvé zmiňována v roce 1579 jako střevíc (29,57 cm). V 18. století podle J. Steplinga 29,82 cm a patentem Marie Terezie z 30.7. 1764 stanovena stopa na 29,82 cm. 
Stopa jako míra délky byla později používána i ve starověkém Egyptě, antickém Řecku a starověkém Římě (pes).
Ve středověku byla tato míra rozšířena po celé Evropě. Závazná definice jednotky neexistovala, v různých státech (a také na různých územích těchto států jako např. v Německu) byla stopa různě dlouhá.

### Různé historické použití jednotky stopy
- stopa saská = 28,32 cm
- stopa slezská = 1/6 sáhu slezského = 1/2 lokte slezského = 28,96 cm
- stopa brněnská = 29,59 cm
- stopa moravská = 1/6 sáhu moravského = 29,59 cm
- stopa česká = 1/2 lokte českého = 29,635 cm
- stopa pruská = 12 palců pruských = 31,385 cm
- stopa vídeňská (rakouská) = 12 palců vídeňských = 31,608 cm[2]

## Stopa v dnešním angloamerickém měrném systému
Stopa, anglicky foot (množné číslo feet, zkratka ft), také standardní imperiální stopa (standard imperial foot), je tzv. imperiální délková jednotka, používaná ve Velké Británii (zde i po zavedení soustavy SI, je však její užívání na ústupu) a v USA, zde pak pod názvem americká běžná stopa (U.S. customary foot).
1. června 1959 byl definován v USA, Británii a zemích Commonwealthu mezinárodní yard jako 0,9144 metrů. Stopa je 1/3 yardu tj. 1ft = 0,3048 metrů nebo 30,48 cm (přesně), palec je 1/12 stopy, tj. 2,54 cm (přesně). To je o 2 ppm kratší než předchozí definice v USA a o 1,7 ppm delší než předchozí britská definice.
Téměř bezvýznamná je dnes již tzv. americká zeměměřická stopa, měřící 0,304800609 m (U.S. survey foot), užívaná pouze Národním geodetickým zeměměřickým ústavem (National Geodetic Survey (NGS), do r. 1970 U.S. Coast and Geodetic Survey) pro potřeby pouze sedmi federálních států. Interně NGS od roku 1986, stejně jako 42 států Unie a Velká Británie používá v geodézii metrickou soustavu SI.